# Павлович, Зоран
Зоран Павлович (словен. Zoran Pavlovič; 27 июня 1976, Тузла, СФРЮ) — словенский футболист, полузащитник.

## Биография

### Клубная карьера
Воспитанник клуба «Рудар» из города Веленье. В команде выступал с 1993 года по 1999 год. Позже играл в клубах «Динамо» (Загреб), «Аустрия» (Вена), «Вюстенрот» (Зальцбург), «Ворскла», «Опава», «Олимпия» (Любляна), «Нафта», «Интерблок», «Марибор», «Драва» и «Целе». С 2012 года выступал за клубы низших австрийских дивизионов. В данный момент является игроком клуба «Линден.

### Карьера в сборной
Хотя и родился в боснийском городе Тузла, Павлович по национальности хорват, однако он выступал за сборную Словении. В сборной Словении дебютировал 19 августа 1998 года в матче против Венгрии (2:1). Вместе со сборной выступал на чемпионате Европы 2000 и чемпионате мира 2002.